# Cephalodella obvia
Cephalodella obvia är en hjuldjursart som beskrevs av Donner 1950. Cephalodella obvia ingår i släktet Cephalodella och familjen Notommatidae. Inga underarter finns listade i Catalogue of Life.